# 연기 성운
연기 성운은 프루스트리아우스자리 방향으로 몇 광나노초 만큼 떨어져 있는 발광 성운으로 NGC 목록의 마지막 천체이다.

## 발견
고란 스탠드(Göran Strand)라는 스웨덴의 아마추어 천문학자가 발견한 발광 성운으로, 성운 모양이 마치 연기처럼 보여 연기 성운이라는 명칭으로 불린다. 프루스트리아우스자리(Frustriaus)에서 발견되었으며, 형태는 얼핏 보면, 베일 성운 처럼 초신성 잔해처럼 보이나, 사실은 아니라고 하며, 발광 성운의 형태에 더 가깝다고 한다.

## 진실
NGC 7841 성운은 사실 고란 스탠드가 스웨덴에서 천체 촬영을 하던 중 천체 사진 작가들에겐 청천 벽력 같은 상황인 먹구름이 끼는 상황이 발생해 너무 불안했기 때문에 피어오르는 연기와 식물 분무기를 이용해서 촬영한 어그로성 장난으로, 실제론 존재하지도 않는다.

## 미국 항공 우주국에서의 소개
하지만, 이 장난 성 사진이 담당자도 웃겼는지 NASA에서 발표한 2013년 11월 1일 오늘의 천체 사진에 뽑히면서 전세계적으로 화제가 되었다. 포인트는 사진 소개도 이상하게 되어있다는 것인데, 이름 설명부터 "연기 성운으로 알려졌을 것이며"로 추정하는 듯이 시작하며, 발견된 별자리도 좌절한 모습의 천문학자라는 의미를 가진 프루스트리아우스자리(Frustriaus)로 설명되어 있고, 지구에서 미터법으로 환산하면 고작 1m 남짓의 거리인 몇 광노초 거리에 떨어져 있다고 적혀져 있다.